# Cemitério Evangélico de Porto Alegre

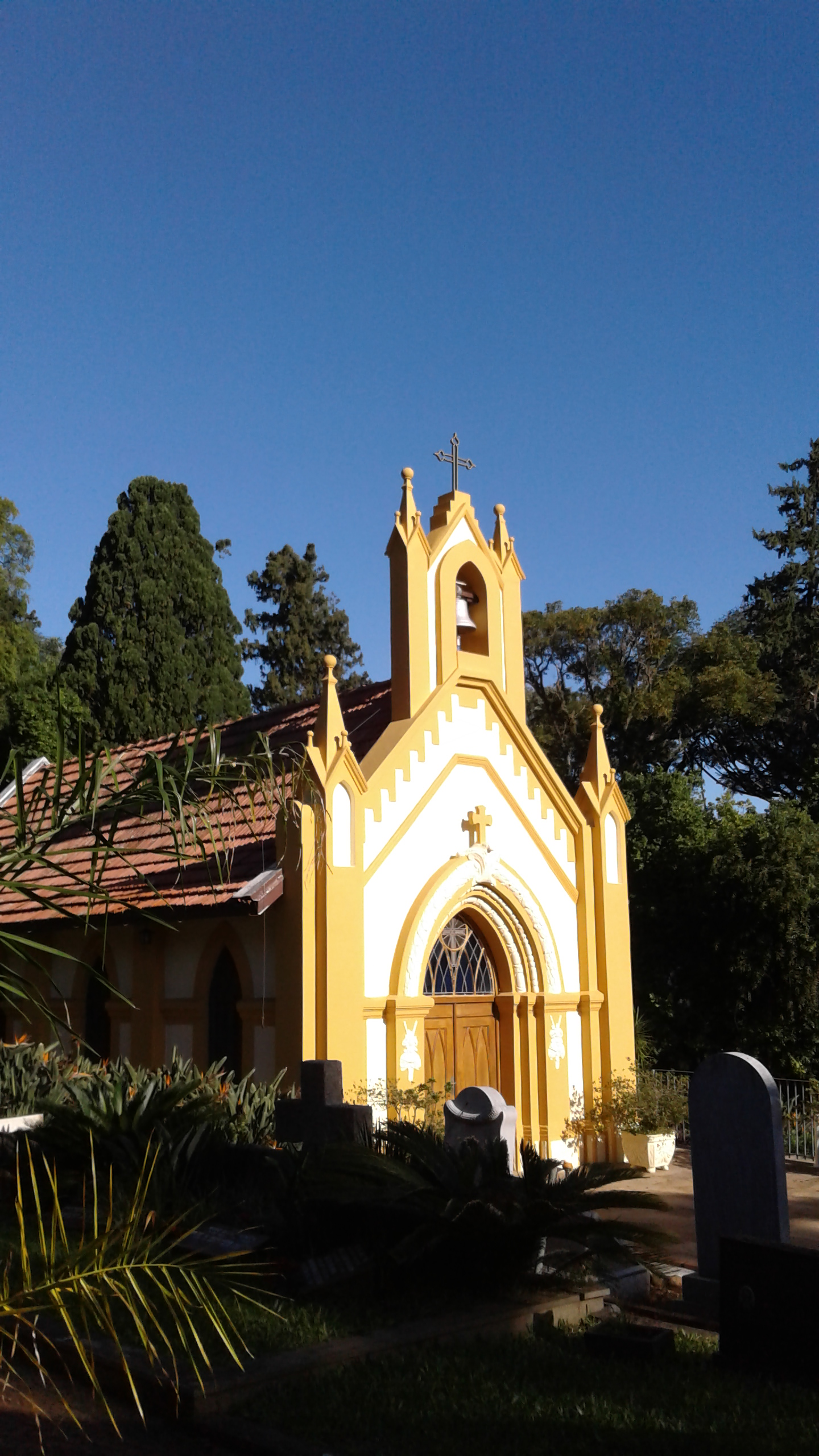
Capela do cemitério, construída no final do século XIX.

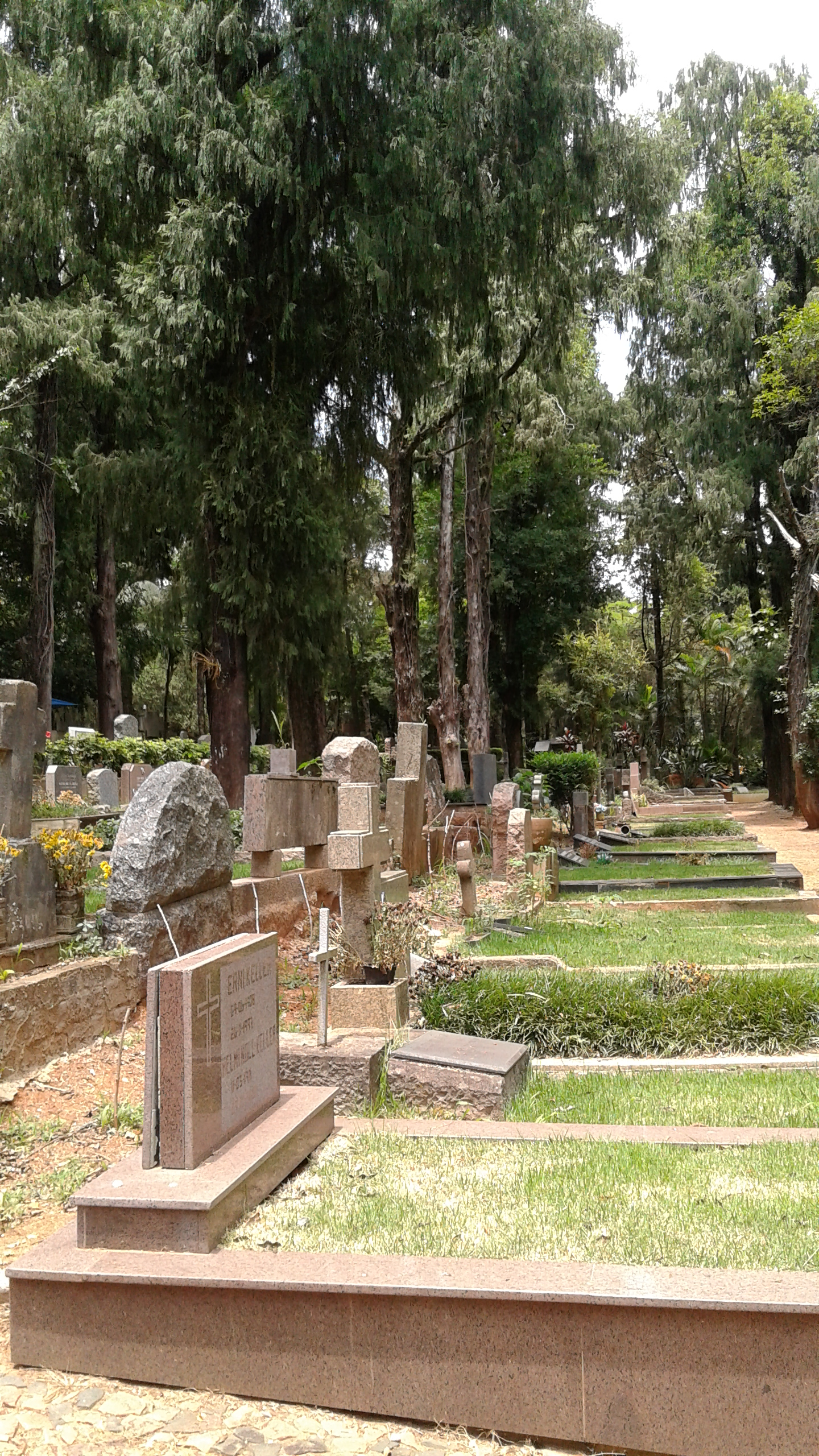
Sepulturas do cemitério

O Cemitério Evangélico de Porto Alegre é um cemitério localizado na cidade brasileira de Porto Alegre. É um dos mais antigos cemitérios da cidade.

## História
Presentemente denominado como Memorial Martim Lutero. Inaugurado no ano de 1852, foi o primeiro cemitério-bosque do estado do Rio Grande do Sul.
É mantido pela União das Comunidades Evangélicas de Confissão Luterana em Porto Alegre, Alvorada e Viamão e, apesar de denominação "evangélica", a utilização de sepultamentos é aberta também a todas as demais religiões.
Está situado na rua Guilherme Schell, no bairro Santo Antônio.

## Sepultados ilustres

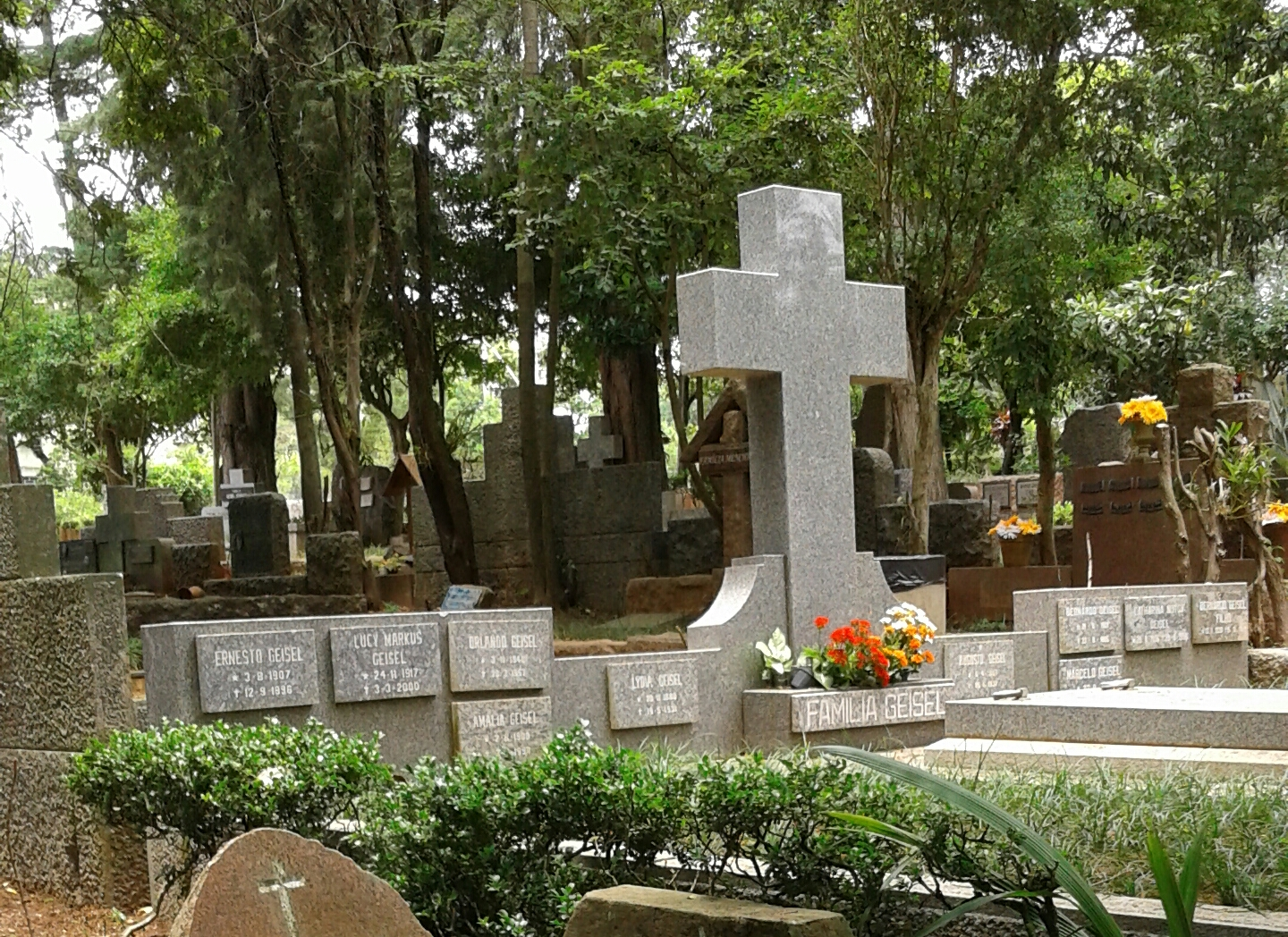
Túmulo de Ernesto Geisel, Lucy Geisel e demais membros da família.

- Carlos von Koseritz, jornalista, escritor, político;
- Ernesto Geisel, militar e presidente da República do Brasil;
- Lucy Geisel, primeira-dama e esposa do presidente Ernesto Geisel;
- Orlando Geisel, militar e irmão de Ernesto Geisel;
- Julio Ugarte y Ugarte, professor e fundador da Igreja Cristã Primitiva;
- Ruben Berta, presidente e fundador da Varig;
- Theodor Wiederspahn, arquiteto, engenheiro e construtor alemão;
- João Gerdau, empresário e agricultor prussiano;[3]
- Walmor Bergesch, jornalista, radialista e escritor.[4]